# Kawerna w Pychowicach Trzecia
Kawerna w Pychowicach Trzecia, Kawerna III – kawerna na wzgórzu Góra Pychowicka w Dzielnicy VIII Dębniki w Krakowie. Znajduje się na zachodnim zboczu Pychowickiej Górki, na wysokości około 35 m nad ul. Tyniecką.
Kawerna znajduje się w wykutym w skałach kanionie. Ma półokrągły otwór, za którym znajduje się korytarz o długości 6 m i komora o wymiarach 5 × 3,8 x 2,5 m. W komorze jest kilkanaście otworów o średnicy 3 m i długości od kilku do kilkudziesięciu cm.
Wykuto ją w wapieniach z okresu jury późnej. Nie posiada własnego mikroklimatu, jest całkowicie poddana wpływom środowiska zewnętrznego i oświetlona rozproszonym światłem słonecznym. Latem z jej stropu kapie woda, zimą na dnie tworzą się lodowe stalagmity.
Na drugim końcu skalnego kanionu znajduje się Kawerna w Pychowicach Druga, a na północno-zachodnim obrzeżu Góry Pychowickiej Kawerna w Pychowicach Pierwsza.

## Historia
Wszystkie trzy kawerny na Górze Pychowickiej zostały wykute przez Austriaków w 1914 r. Należały do Fortu nr 53 „Bodzów”. Miały pełnić rolę magazynu amunicji lub żywności, mogły służyć jako schron dla żołnierzy lub jako punkt, z którego mogli zorganizować wypad, gdyby nieprzyjacielowi udało się wtargnąć do fortu lub na jego zaplecze. Druga i Trzecia kawerna w Pychowicach miały być największe – miały jednorazowo pomieścić do 4 tysięcy żołnierzy. Po zwycięskiej dla armii austro-węgierskiej bitwie pod Limanową i przesunięciu się frontu dalej na wschód zrezygnowano z dalszych prac nad kawernami. 
Austriacy wykonywali kawerny za pomocą materiałów wybuchowych. Nawiercali w skale otwory, do których wkładali materiały wybuchowe. To tłumaczy pochodzenie kilkunastu otworów w komorze – wykonali je, ale zrezygnowali z dalszego odstrzeliwania.

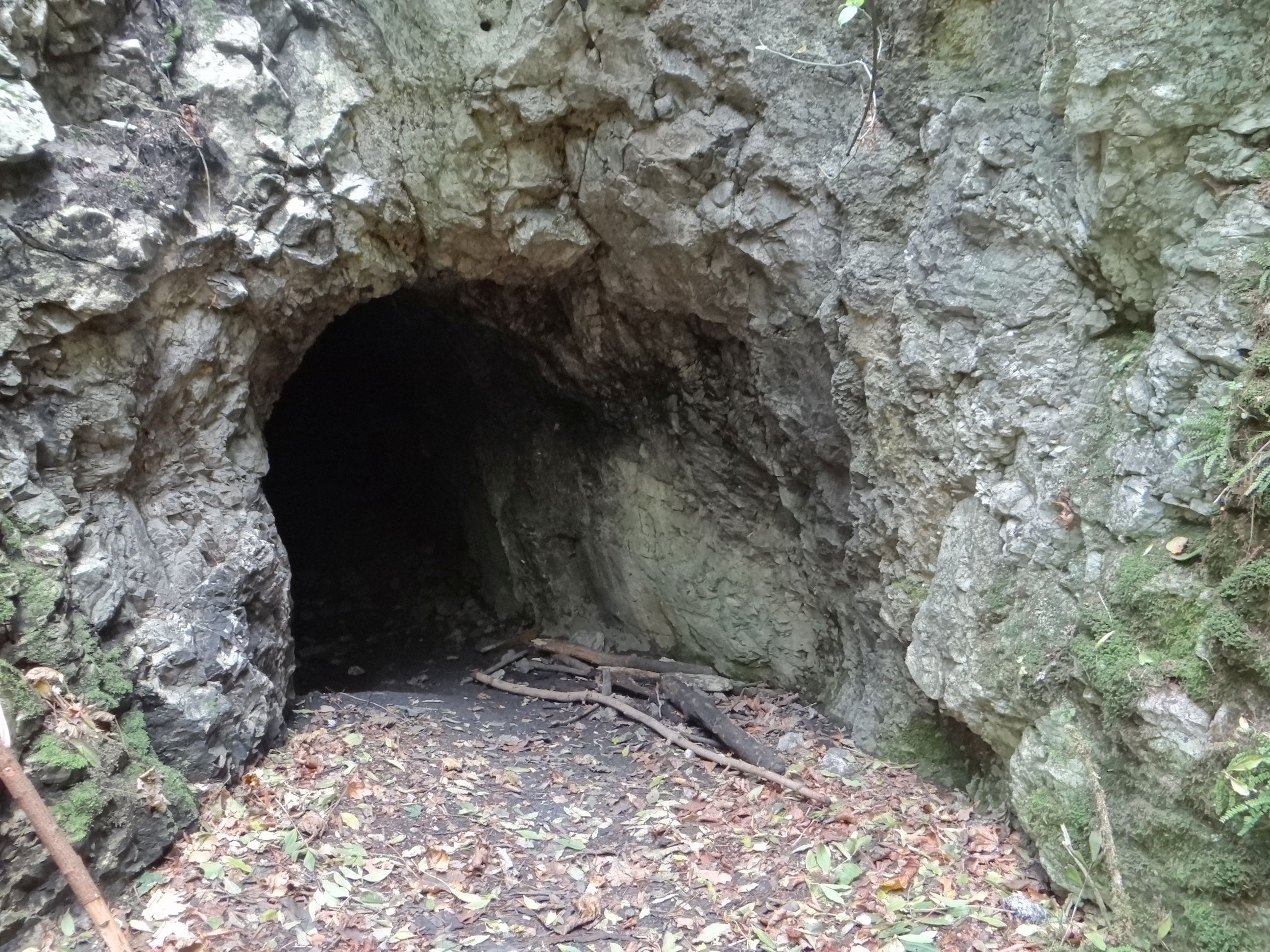
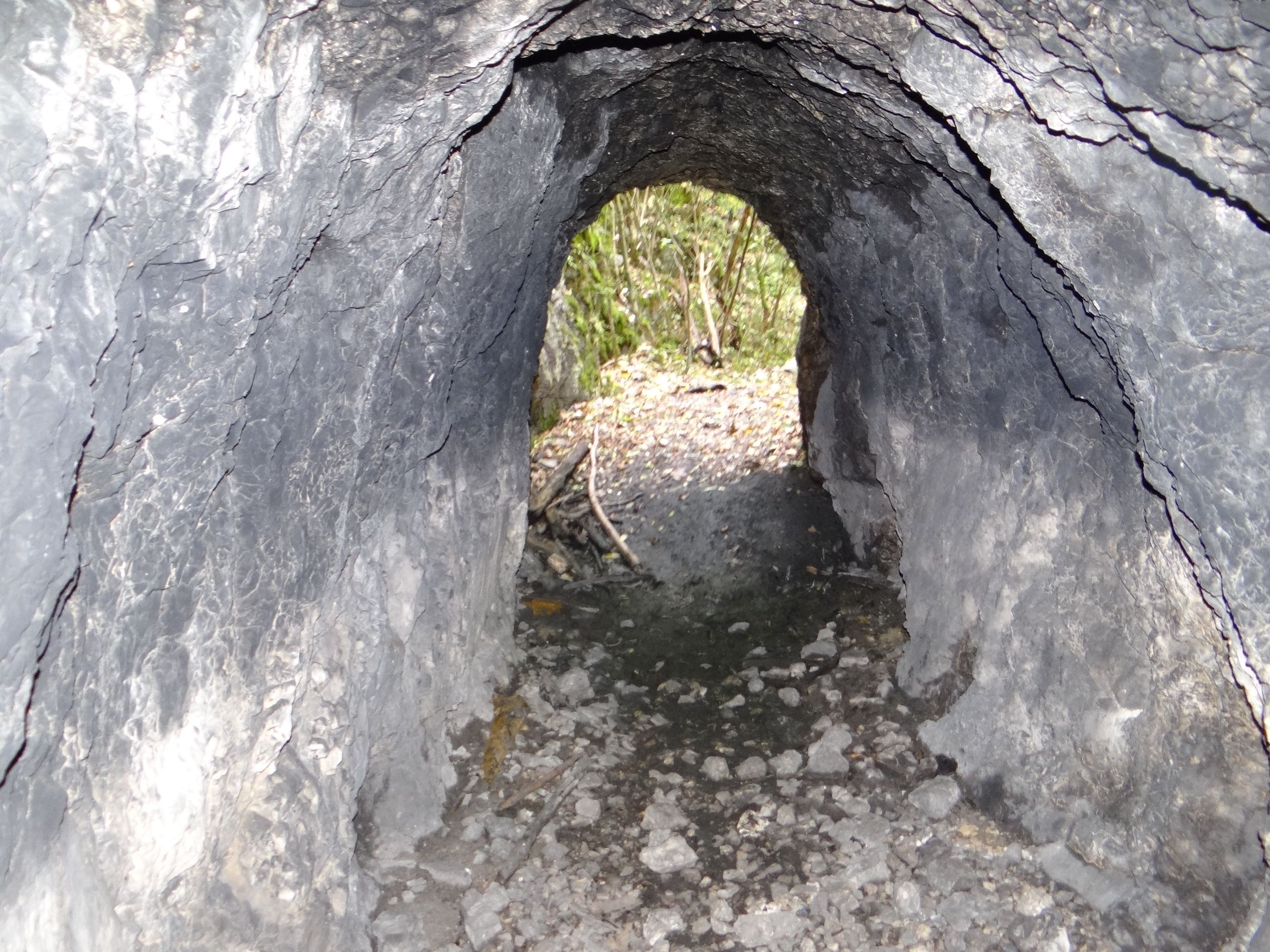
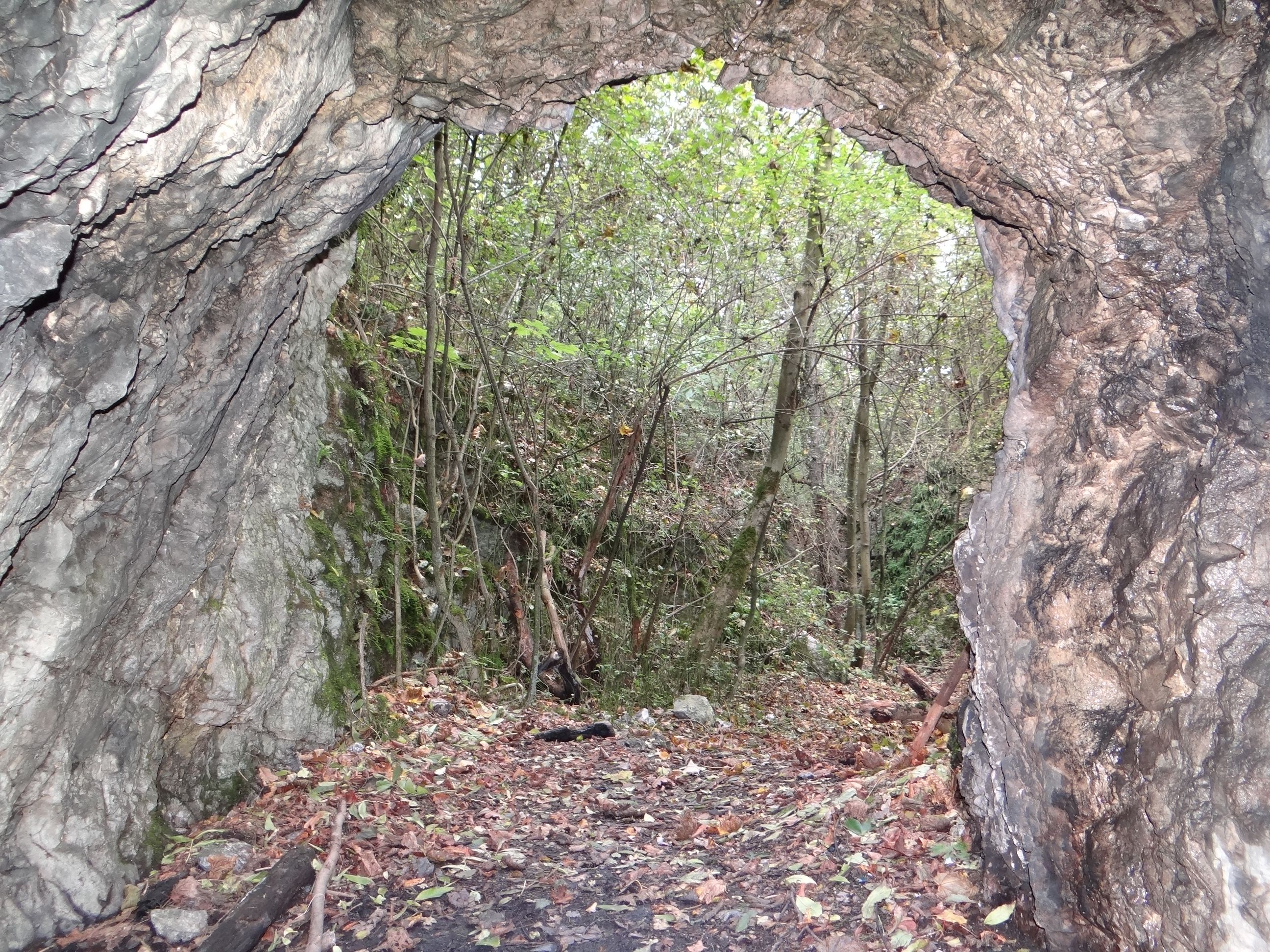
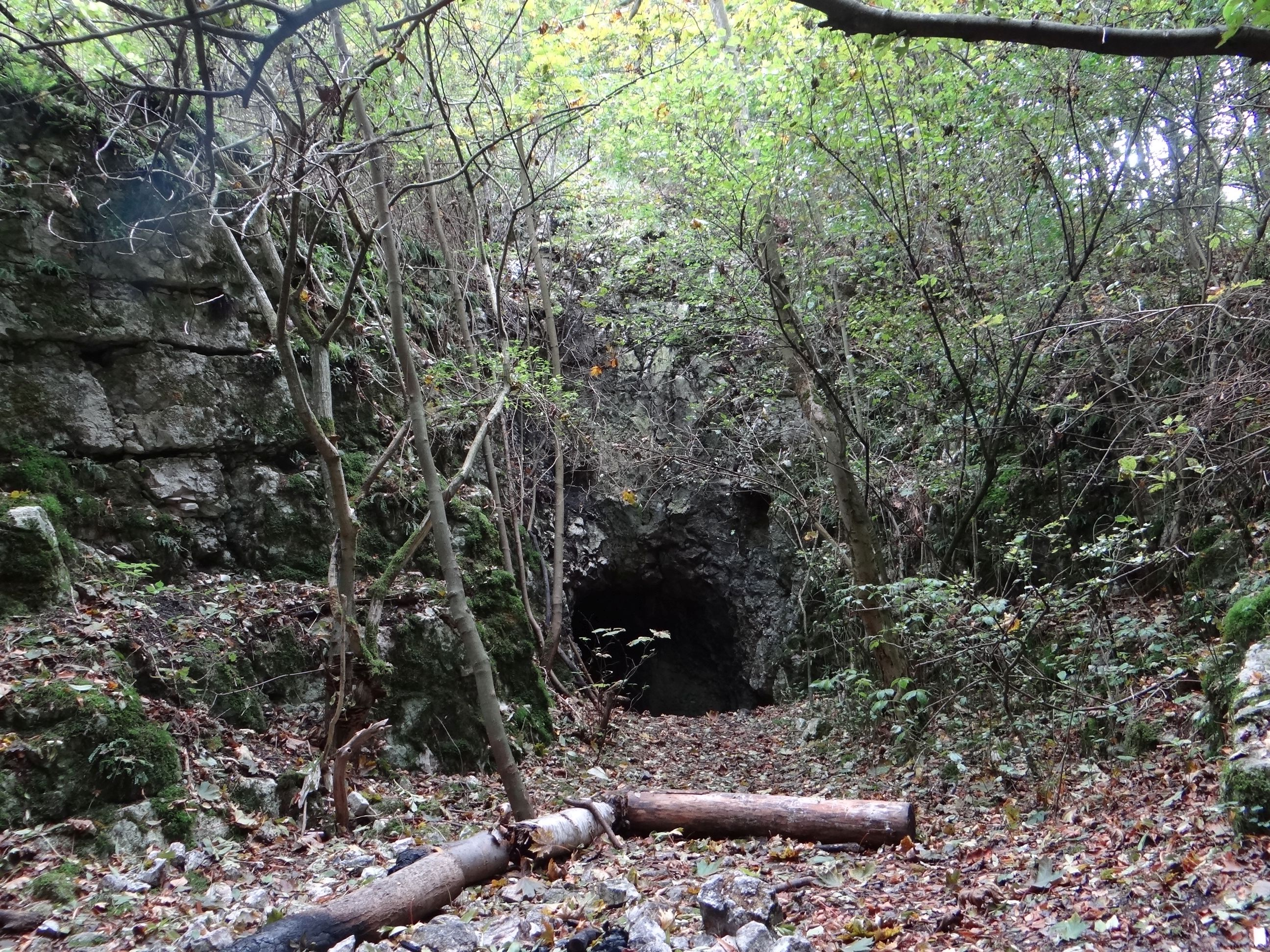
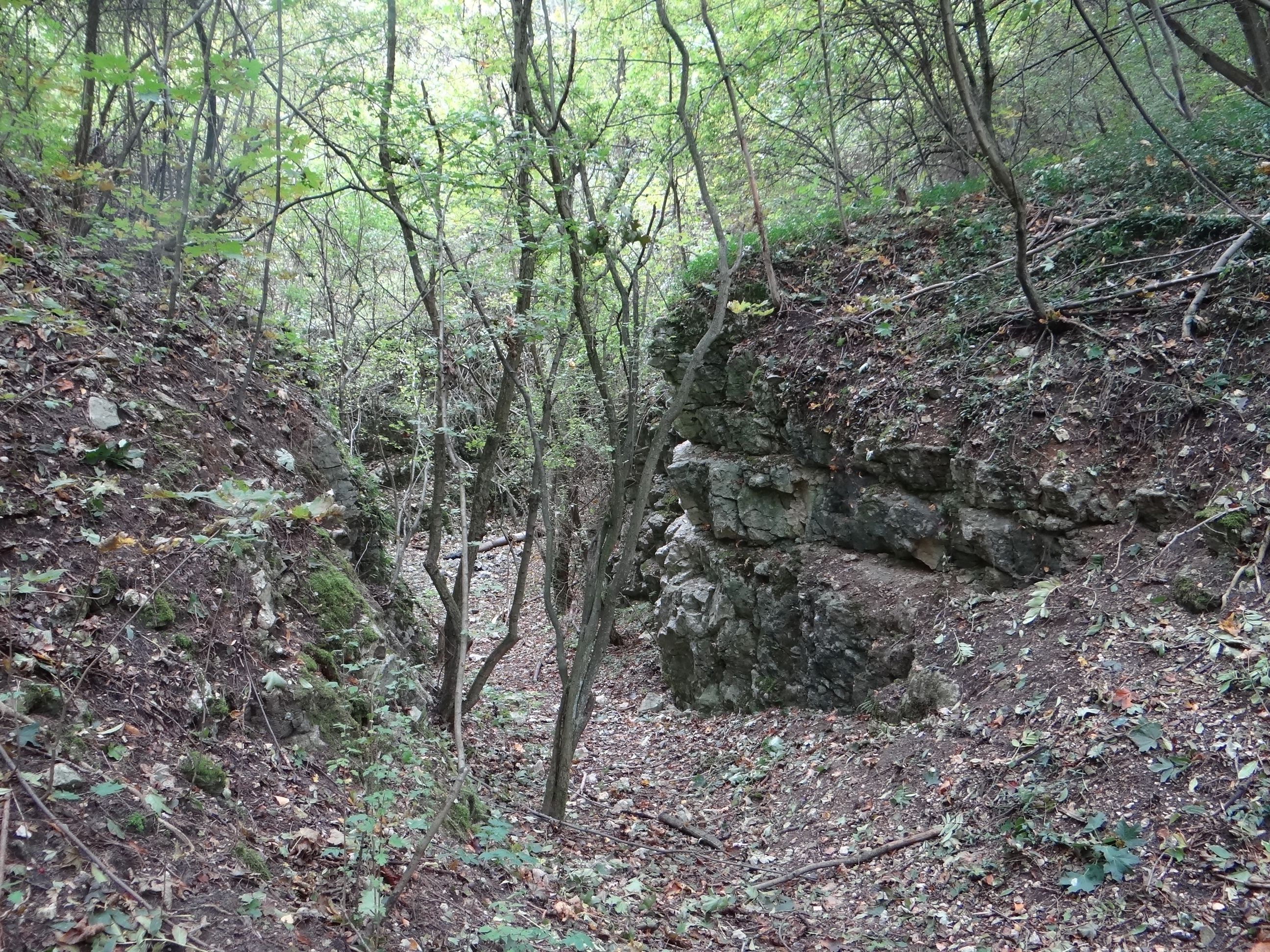
Kanion z kawernami II i III